# Rivoluzione di velluto (Armenia)
La rivoluzione di Velluto avvenuta in Armenia o proteste armene del 2018 sono state una serie di eventi organizzati nel mese di aprile del 2018. Le manifestazioni hanno avuto luogo principalmente nella capitale del paese, Erevan, e vi hanno preso parte decine di migliaia di persone. Leader delle proteste è il principale oppositore del governo, l'ex giornalista Nikol Pashinyan.
Le proteste sono scoppiate alla nomina, al terzo mandato, di Serž Sargsyan alla carica di primo ministro della repubblica caucasica, il quale, il 23 aprile 2018 è stato costretto a rassegnare le proprie dimissioni.

## Antefatti
La vittoria del referendum costituzionale nel dicembre del 2015, oltre a sancire il passaggio da un sistema di governo di stampo semipresidenziale ad uno parlamentare, garantiva all'allora presidente Serž Sargsyan la possibilità di aggirare il limite imposto di due mandati in caso di vittoria alle elezioni politiche del 2017/2018, assumendo la carica di primo ministro.
Nel marzo del 2018, a seguito della mancata esclusione dell'ipotesi di un governo a guida Sargsyan da parte del partito repubblicano, nel paese scoppiano le prime proteste guidate dal movimento Im Kayl (il mio passo in italiano) dell'ex-giornalista e membro del partito d'opposizione Contratto Civile, Nikol Pashinyan.

## Proteste

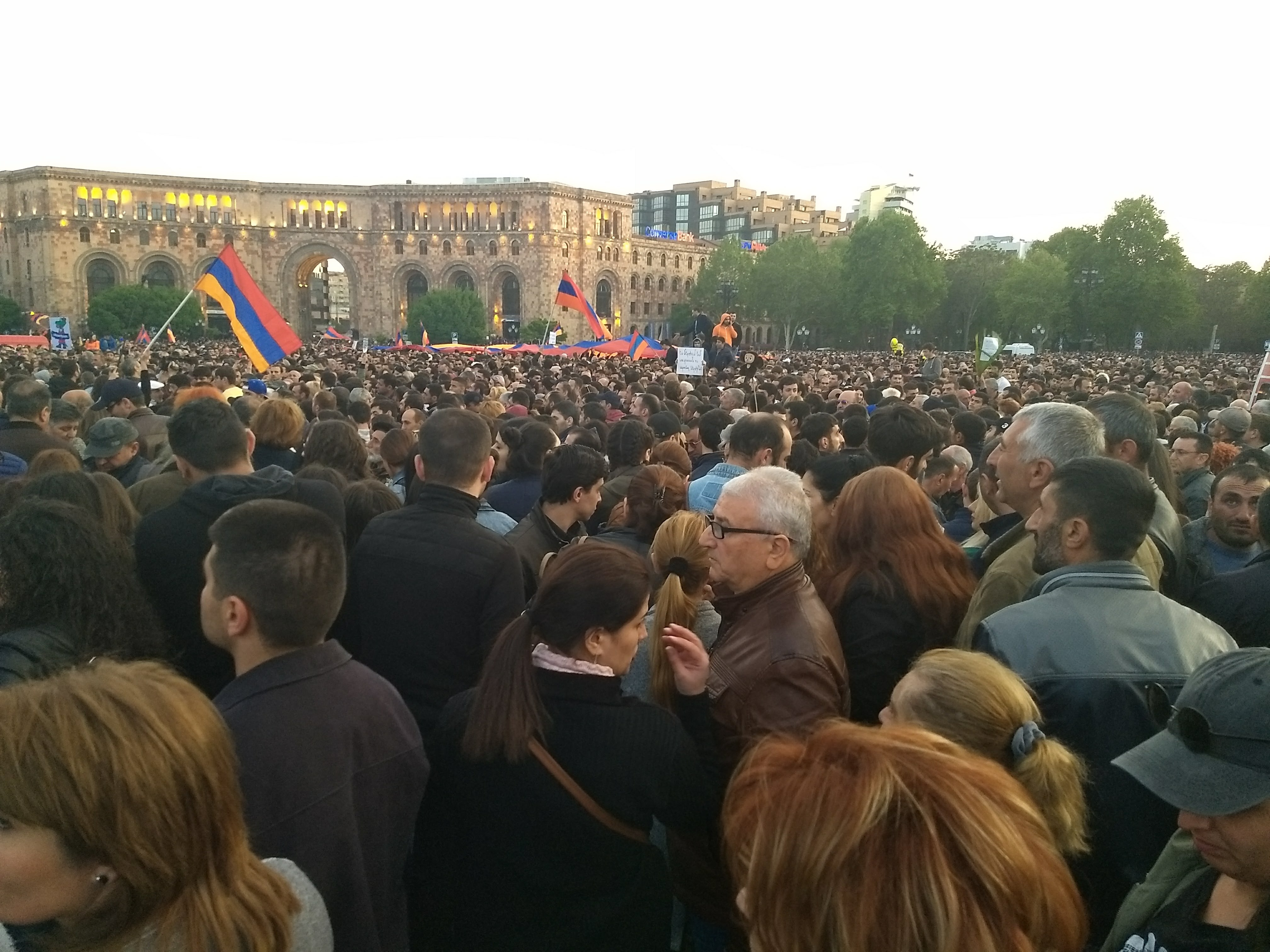
Proteste a Erevan il 22 aprile 2018

Dal 13 aprile, con l'imminente voto parlamentare per la nomina del nuovo primo ministro cresce l'intensità delle proteste che culminano nell'occupazione della principale piazza di Erevan, piazza di Francia, da parte dei manifestanti. I primi scontri tra polizia e manifestanti avvengono il 16 aprile, ed il giorno successivo il parlamento approva, con 77 voti favorevoli e 17 contrari, la nomina di Serž Sargsyan alla carica di primo ministro, scatenando una nuova ondata di proteste che si estendono al resto del paese. Nei giorni successivi decine di migliaia di persone marciano quotidianamente per le vie della capitale armena per chiedere le dimissioni del neoeletto Sargsyan, raggiungendo le 50.000 nella notte del 21 aprile.
Lo stesso 21 aprile, il primo ministro Sargsyan chiede un incontro al capo del movimento, Nikol Pashinyan, al fine di trovare una possibile soluzione che possa soddisfare entrambe le parti. L'incontro viene fissato per il giorno successivo alle ore 10 del mattino.

### Incontro del 22 aprile e dimissioni di Sargsyan
L'incontro tra le parti risulta infruttuoso, durando a malapena tre minuti duranti i quali Sargsyan accusa Pashinyan di non parlare a nome del popolo rimarcando l'impossibilità di dettare un ultimatum al governo dato il basso livello di sostegno della sua alleanza politica, Yelk, e quest'ultimo che di rimando esclude ogni ipotesi di dialogo previe dimissioni del Primo Ministro.
Immediatamente dopo l'incontro, Pashinyan guida un gruppo di sostenitori dal luogo dell'incontro fino al distretto di Erebuni, dove vengono fermati dalla polizia in tenuta antisommossa. Pashinyan viene arrestato assieme a diversi altri manifestanti, tra cui i legislatori dell'opposizione Sasun Mikayelyan e Ararat Mirzoyan, e per essi viene disposta la detenzione per le successive 72 ore.
Il 23 aprile, a seguito dell'arresto di Pashiyan, anche svariati membri delle forze armate si uniscono alle proteste, inclusi i reduci della seconda guerra del Nagorno Karabakh. Dopo 10 anni alla guida del paese, alle 16:30 il primo ministro Sargsyan annuncia le proprie dimissioni. Gli succede Karen Karapetyan nelle vesti di primo ministro ad interim.

### Prosecuzione delle proteste e nomina di Pashinyan a primo ministro

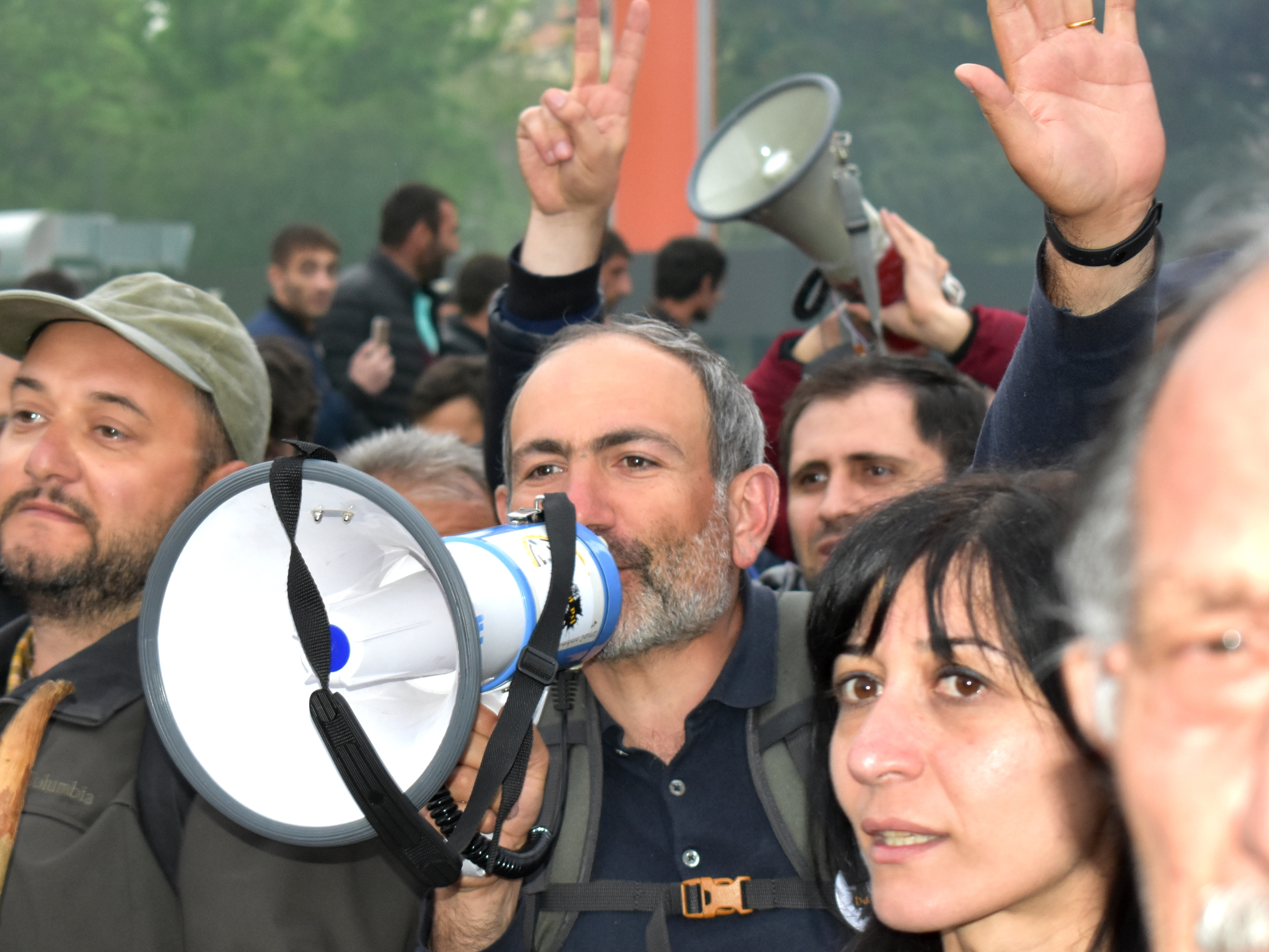
Nikol Pashinyan tra i manifestanti

Il 24 aprile le proteste si fermano in ricordo del genocidio armeno, per poi riprendere il giorno successivo a seguito del rifiuto di Karapetyan di accettare le condizioni preliminari stabilite da Pashinyan, che in precedenza aveva dichiarato che il Partito repubblicano non aveva il diritto di mantenere il potere in Armenia e che un "candidato popolare" avrebbe dovuto essere nominato primo ministro prima di tenere elezioni anticipate. Nel frattempo, anche il secondo e il terzo partito più grandi del Parlamento, Armenia Prospera e Federazione Rivoluzionaria Armena, dichiarano il loro sostegno al movimento di Pashinyan.
Il 28 aprile, Pashinyan organizza manifestazioni a Vanadzor e Ijevan. Contemporaneamente Armenia Prospera e Federazione rivoluzionaria armena annunciano l'appoggio alla candidatura di Pashinyan a Primo Ministro, mentre il partito repubblicano annuncia che non avrebbe bloccato la candidatura di Pashinyan e che non avrebbe presentato un proprio candidato.
Il 1º maggio il partito di maggioranza, nonostante i precedenti impegni presi, blocca in Parlamento la nomina di Pashinyan a Primo Ministro, il quale di rimando chiede uno scioperare generale per il giorno successivo e il blocco completo dei trasporti dalle 8:15 del mattino fino alle 5 di sera. Il 2 maggio 150.000 persone si radunano in Piazza della Repubblica per ascoltare il discorso di Pashinyan, il quale viene informato dell'appoggio del partito repubblicano nelle votazioni dell'8 maggio, vistosi costretto a cedere ai manifestanti a causa dello sciopero.
L'8 maggio 2018 Nikol Pashinyan viene eletto Primo ministro con 59 voti a favore.

## Reazioni
Il 4 aprile Edmon Marukyan, leader del partito Armenia luminosa, che coopera con il partito del Contratto Civile guidato da Nikol Pashinyan nell'alleanza Yelk, ha pubblicato un articolo sul quotidiano Aravot in cui ha dichiarato la sua preferenza per i mezzi formali per contrastare la coalizione al potere piuttosto che azioni di disobbedienza civile.
Il leader del partito dei democratici liberi ed ex deputato Khachatur Kokobelyan, ha partecipato attivamente alle proteste.
Molte figure culturali avevano già dichiarato solidarietà al movimento di opposizione. In particolare, il noto musicista Serj Tankian di System of a Down si è rivolto agli attivisti dichiarando la sua solidarietà e il suo sostegno, sottolineando l'illiceità di un governo a partito unico in Armenia. Alcune organizzazioni della diaspora, in particolare il Congresso degli armeni d'Europa, hanno anche espresso il loro sostegno all'opposizione.

### Reazioni internazionali
- Unione europea: il 24 aprile il capo della delegazione dell'UE in Armenia ha salutato il successo della campagna di disobbedienza civica nel paese, promettendo un processo più intenso verso la ratifica di un accordo di partenariato globale e rafforzato.[14]
- Georgia: Mikheil Saakashvili, ex presidente della Georgia, ha pubblicato un video il 23 aprile congratulandosi con il popolo armeno per le dimissioni di Sargsyan. Ha dichiarato: "Oggi avete tutto il diritto di essere orgogliosi di voi stessi, di essere orgogliosi del fatto che siete armeni, gente orgogliosa che potrebbe dimostrare a tutto il mondo di avere dignità, di voler vivere in normali condizioni umane, libera dalla corruzione. L'Armenia ha un grande futuro, oggi ne sono di nuovo convinto. Vi sostengo, saremo sempre con voi. Ben fatto! "[15] Ha anche affermato che il movimento è una "ribellione contro la Russia".[16]
- Russia: la portavoce del ministero degli esteri Marija Zacharova ha elogiato la transizione pacifica, esprimendo il continuato appoggio russo con la frase: "Armenia, la Russia è sempre con te!"[17] Una dichiarazione sulla pagina web ufficiale del ministero degli Esteri recita: "Speriamo che la situazione si sviluppi esclusivamente all'interno del campo costituzionale, e tutte le forze politiche mostrino responsabilità e prontezza per un dialogo costruttivo. Siamo convinti che il rapido ritorno del paese alla normalità e il ripristino dell'accordo pubblico soddisfino gli interessi fondamentali della fraterna Armenia".[17]
- Stati Uniti: il 23 aprile l'ambasciatore americano Richard Mills ha elogiato la polizia armena e i manifestanti antigovernativi guidati da Nikol Pashinyan per aver evitato spargimenti di sangue durante le proteste che hanno portato alle dimissioni del primo ministro Sargsyan. Una dichiarazione del Dipartimento di Stato degli Stati Uniti ha espresso la speranza che il suo successore sarà scelto in modo trasparente e costituzionale. La dichiarazione ha anche invitato i principali gruppi politici dell'Armenia a "evitare un'escalation della situazione e qualsiasi azione violenta".[18] Le proteste sono state sostenute dagli armeni in varie comunità degli Stati Uniti, con 5.000 manifestanti riuniti in solidarietà con quelli che protestavano in Armenia il 22 aprile e altre proteste che si svolgono in altri giorni, compreso l'8 maggio.[19]